# Kloster Sankt Peter und Paul (Landshut)

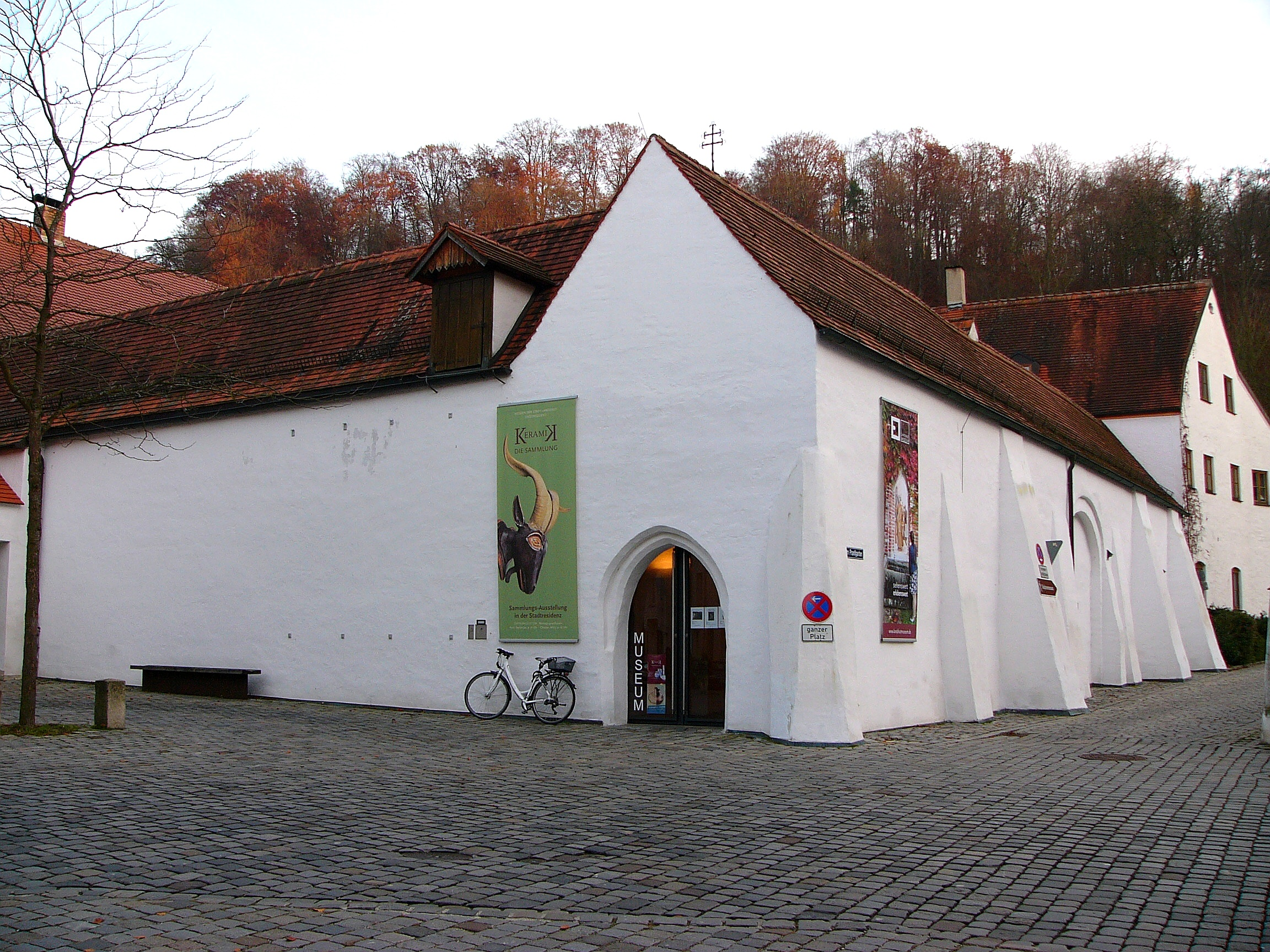
Außenansicht des ehemaligen Franziskanerklosters

Das Franziskanerkloster zu den Heiligen Aposteln Sankt Peter und Paul ist ein ehemaliges Kloster der Franziskaner am Prantlgarten in Landshut in Niederbayern im Erzbistum München und Freising. Es wurde 1802 im Zuge der Säkularisation in Bayern aufgelöst.

## Geschichte
Das Kloster wurde 1280 durch Herzog Heinrich XIII. von Niederbayern gestiftet und gehörte zur Straßburger (Oberdeutschen) Ordensprovinz Argentina. Seit der Stadterweiterung von 1338 lag das Kloster innerhalb der Stadt. Davon zeugen gut erhaltene, fünf bis sechs Meter hohen Überreste der Stadtbefestigung südlich und östlich der Klostergebäude. Ein authentisches Bild vom Aussehen des Klosters im späten Mittelalter und in der frühen Neuzeit vermittelt das Modell der Stadt Landshut von Jakob Sandtner um 1570.
Das Kloster erreichte durch die Gunst des Adels und des reichen Bürgertums über die Jahre einen gewissen Wohlstand, was aber dem franziskanischen Ideal widersprach. Die streng franziskanisch lebenden Observanten hatten sich jedoch die Gunst des Herzogs Ludwigs des Reichen erworben. Deshalb führte das Kloster 1466 die strenge Observanz mit strikterer Befolgung des Armutsgelübdes ein; Brüder, die sich dem nicht anschließen wollten, mussten das Kloster verlassen. Im Zuge einer Ordensreform wurde das Kloster 1620 durch Herzog Maximilian, den späteren bayerischen Kurfürsten, in eines der ersten Reformaten-Klöster in Bayern umgewandelt. Es musste die italienische Reform innerhalb des Ordens übernehmen und wurde gemeinsam mit den Konventen in München und Freising zur Keimzelle der bayerischen Ordensprovinz der Reformaten.
Nach der Auflösung des Klosters 1802 sollten in den Konventgebäude ursprünglich mehrere Fakultäten der 1800 von Ingolstadt nach Landshut verlegten Universität untergebracht werden. Dafür erwiesen sich die Räumlichkeiten aber als untauglich. Stattdessen wurde 1803 eine Fechtschule für Studenten eingerichtet, bevor das Gebäude 1812 an einen Gastwirt verkauft wurde.
Von 1835 bis 2002 waren die Franziskaner erneut in Landshut ansässig, und zwar in dem vor der Säkularisation von Kapuzinerinnen bewohnten Kloster Maria Loreto am Marienplatz.

## Beschreibung
Die frühgotische Klosterkirche war eine dreischiffige Basilika. Die noch 1782 im Stile des späten Rokoko renovierte Kirche wurde 1808, wenige Jahre nach Auflösung des Klosters, abgebrochen, und die Steine zur Errichtung des sogenannten Maxwehrs verwendet. Es ist nur noch ein Portalfragment erhalten, das auf Ende des 13. Jahrhunderts datiert wird. Dem Abbruch fiel auch der innere Kreuzgang zum Opfer, von diesem ist allerdings der Ostflügel noch erhalten. Sehr gut erhalten ist dagegen der äußere Kreuzgang mit spätgotischem Gewölbe aus dem 14. und 15. Jahrhundert. Er umschließt den sogenannten Kreuzgarten und die ebenfalls spätgotische Plankkapelle, die 1495 erbaut wurde. Die Konventgebäude sind teils noch erhalten.

## Heutige Nutzung als Museum

### Erwerb durch die Stadt
Seit 1999 betreibt die Stadt Landshut in Teilen des ehemaligen Franziskanerklosters das Museum im Kreuzgang mit wechselnden Ausstellungen, deren Schwerpunkt auf Kunst und Kultur aus Stadt und Umland liegt. Im Jahr 2012 erwarb die Stadt dann das komplette Klostergebäude. Am 8. August 2015 wurde der Spatenstich für das neu zu errichtende Landshuter Stadtmuseum vorgenommen, das im Vergleich zum bisherigen Museum deutlich größer werden soll. Am 20. Oktober 2015 stürzte während der Umbauarbeiten ein Baukran auf das Dach des Klostergebäudes; es entstand ein Schaden von 50.000 €.
Am 14. Dezember 2016 wurde in den Gebäuden das LANDSHUTmuseum zur Stadtgeschichte eröffnet.

### Ausstellung Landshut im Nationalsozialismus: Opfer, Täter, Zuschauer
Die Ausstellung „Landshut im Nationalsozialismus. Opfer. Täter. Zuschauer.“ im LANDSHUTmuseum beleuchtet die Rolle der Stadt und ihrer Bewohner während der Zeit des Nationalsozialismus. Sie ist vom 10. März 2024 bis zum 27. April 2025 zu sehen.
Im Erdgeschoss widmet sich der Untere Kreuzgang den Opfern: der jüdischen Bevölkerung, politischen Gegnern und Menschen, die aufgrund von Erkrankungen zwangssterilisiert oder ermordet wurden. Der Obere Kreuzgang thematisiert Personen, die die NS-Bewegung in Landshut unterstützten. Im dritten Stock wird das Verhalten der Bevölkerung zwischen Zustimmung und Widerstand beleuchtet. Ein besonderer Affront gegenüber den Nachkommen der Opfer war ein Portrait von Karl Vielweib in Öl am Eingang der Ausstellung, das bis in die zweitausender Jahre im Landshuter Rathaus in der Galerie der Oberbürgermeister hing. Dieses Werk soll als visuelle Einführung zur Auseinandersetzung mit der Thematik anregen.